# Brentford

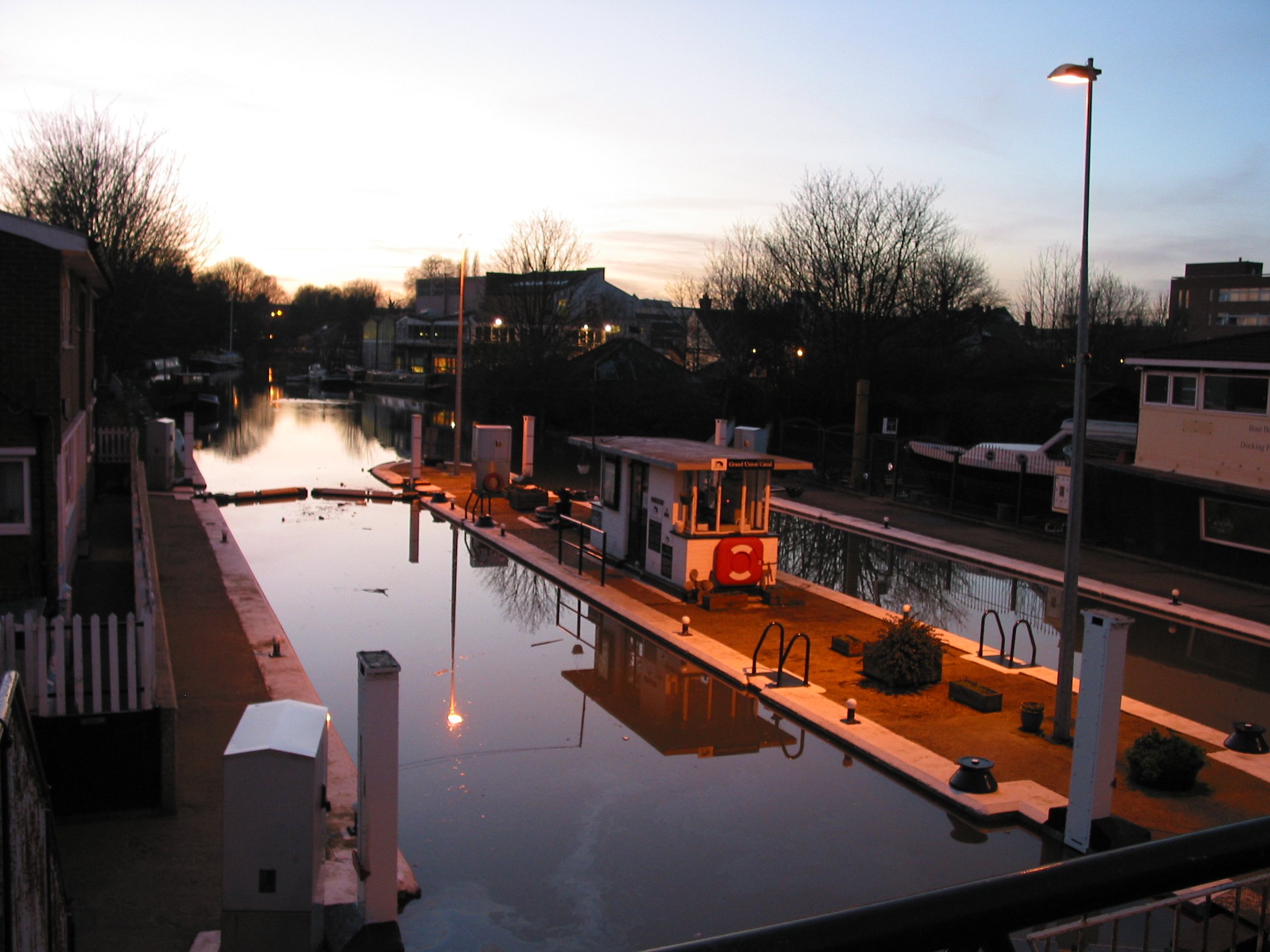
Scorcio del Grand Union Canal

Brentford  è un distretto di Londra facente parte del borgo londinese di Hounslow e che si trova alla confluenza del Tamigi con il fiume Brent nella parte occidentale di Londra, a 13 km (8 miglia) a sud-ovest di Charing Cross.
Oggi Brentford è agglomerato suburbano inserito nella conurbazione della Grande Londra, anche se non appartiene al distretto postale di Londra.

## Origini del nome
Brentford, come il nome stesso suggerisce, fu costruito in prossimità di un guado (ford) del fiume Brent.
Al tempo del Concilio di Brentford (781) la città era conosciuta come Bregentforda, e come Brentforda viene citata nella Cronaca anglosassone del 1016.
La radice Bregent-, da cui deriva il nome del fiume, si pensa derivi dal nome della dea celtica Brigantia, dea protettrice della tribù dei Brigantes (che però non viveva a Brentford).

## Storia
L'insediamento si colloca prima dell'occupazione della Gran Bretagna da parte dei Romani e quindi prima della fondazione di Londra. Nell'area di Brentford conosciuta come "Old England" gli scavi hanno portato alla luce molti manufatti pre-romani. Reperti di porcellana o di terracotta e pietre focaie risalenti all'età del bronzo sono inoltre stati trovati in diverse aree di Brentford. La qualità e la quantità dei reperti suggeriscono che Brentford doveva essere il luogo di incontro delle tribù pre-romane e che parte dei rituali tribali includessero la cerimonia di gettare le armi nel fiume.
Si pensa anche che Brentford potesse essere un importante guado del Tamigi, anzi il punto in cui Giulio Cesare attraversò il fiume quando invase la Gran Bretagna.
Nel 1789 "New Brentford" viene descritta per la prima volta come una città della contea del Middlesex in quanto dal 1701 vi si svolgevano le elezioni dei cavalieri della contea (o membri del Parlamento).
Nel 1795 New Brentford veniva considerata una città di contea, benché non avesse né municipio né altri edifici pubblici.
La strada ora conosciuta come Brentford High Street servì per molti secoli da via principale per il sud-est della Gran Bretagna, e anche oggi l'autostrada (M4 motorway) e la Great West Road passano a circa un miglio (1,6 km) a nord della strada principale che attraversava Brentford.

## Monumenti e luoghi d'interesse
- Syon House
- Syon Abbey
- London Butterfly House
- Boston Manor House
- Gunnersbury Park Museum
- The Weir
- Brentford Dock
- Syon Park House
- 1000 Great West Road Building
- Brentford Public Library
- Brentford Public Baths
- Kew Bridge Steam Museum
- Musical museum
- Griffin Park

## Sport

### Calcio
La squadra più importante del quartiere è il Brentford Football Club, che disputa le proprie partite casalinghe al Community Stadium.